# Hirsch Abarbanell
Hirsch Abarbanell (auch Hirsch Zebi Jakob Abarbanell; geb. 1788 in Fraustadt, Polen-Litauen; gest. 26. Februar 1866 in Lissa, Provinz Posen, Königreich Preußen (heute Leszno, Polen)) war Rabbinatsverweser, Leiter einer Jeschiwa und Dajan.

## Leben und Werk
Hirschs Vater war der Fraustädter Rabbiner Jacob Abraham Abarbanell (gest. 1833). Sein älterer Bruder Salomon Jakob Abarbanell (1775–nach 1836) war später als Wollhändler zunächst in Bojanowo und dann in Berlin tätig.
Hirsch wurde in Fraustadt, Glogau und später in Lissa im Talmud unterrichtet. In Lissa lernte er bei Oberrabbiner Jakob Lorbeerbaum, welcher bis 1821 in Lissa tätig war. Er galt als Lieblingsschüler und Vertrauter Lorbeerbaums. Während in Lissa zwischen 1821 und 1864 das Rabbinat nicht besetzt war, leitete Abarbanell dort eine eigene Jeschiwa und war einer von sechs dort wirkenden Talmuddozenten. Ab 1828 war er zusätzlich als Dajan, einer der Richter eines Rabbinatsgericht, tätig. Nach dem Tod seines Vaters Jacob Abraham im Jahre 1833 wurde Hirsch Abarbanell die Nachfolge des Rabbinats seines Vaters in Fraustadt angeboten. Er lehnte jedoch ab. 1845 wird Hirsch Abarbanell Rabbinatsverweser in Lissa. Von 1845 bis 1849 veröffentlichte er in Lissa vier Approbationen.
Hirsch Abarbanell heiratete vor 1813 Reisel Moll (gest. 1833), Tochter des Kaufmanns Löb Wolf Moll. Sie bekamen zusammen acht Kinder: Mathilde Abarbanell (1813–1887), Louis / Leib Wolf Abarbanell (geb. 1819), Rudolph / Jerachmiel E. Abarbanell (1822–1889), Flora Abarbanell (geb. 1824), Cäcilie Abarbanell (geb. 1826), Miriam Abarbanell (gest. 1836), Marianne Abarbanell (gest. 1835) und Josef Abarbanell (gest. 1832).
Zu seiner Beisetzung kamen die Rabbiner Samuel Baeck aus Lissa, Salomon Feldblum aus Schmiegel (heute Śmigiel), Joseph Klein aus Glogau (heute Głogów) und Rudolf Ungerleider aus Rawitsch (heute Rawicz).